# آجیپ
آجیپ (انگلیسی: General Italian Oil Company) شرکت پالایش نفت ایتالیایی است، که در سال ۱۹۲۶ از مشارکت شرکت سینکلر اویل و وزارت اقتصاد ایتالیا، در شهر امیلیا-رومانیا، سیسیل تأسیس شد. این شرکت در سال ۱۹۵۳ توسط شرکت انی خریداری شد. شرکت آجیپ از سال ۲۰۱۳ به‌عنوان زیرمجموعه‌‌ای از گروه انی و بخش پالایش و پخش فرآورده‌های نفتی آن، به فعالیت خود ادامه می‌دهد. 